# Монтгомери, Александр, 9-й граф Эглинтон
Александр Сетон Монтгомери, 9-й граф Эглинтон (англ. Alexander Montgomerie, 9th Earl of Eglinton; ок. 1660 — 18 февраля 1729) — шотландский пэр и владелец замка Эглинтон.

## Биография
Родился около 1660 года. Старший сын Александра Монтгомери, 8-го графа Эглинтона (? — 1701), и леди Элизабет Крайтон (? — 1675), старшей дочери Уильям Крайтона, 2-го графа Дамфриса. Со времени смерти его деда Хью в 1669 году он жил у Мэтью Флеминга, министра Калросса, Пертшир, который руководил его образованием в школе Калросса до 1673 года, когда его отправили в университет Св. Эндрюс, где он оставался до Ламмаса 1676 года. Через несколько месяцев после окончания университета он женился на леди Маргарет Кокрейн, старшей дочери Уильяма Кокрейна, лорда Кокрейна, сына Уильяма Кокрейна, 1-го графа Дандональда, по этому случаю его отец передал ему поместье Эглинтон. Монтгомери был известным масоном.
После Славной революции 1688 года Александр Монтгомери был выбран тайным советником нового короля Вильгельма III Оранского, а также лордом-комиссаром казначейства. В 1700 году он получил письмо от короля с правом заседать и голосовать в шотландском парламенте вместо лорда-верховного казначея.
Он унаследовал графство после смерти своего отца в 1701 году . При вступлении на престол королевы Анны Стюпрт в 1702 году граф Эглинтон был выбран членом Тайного совета Англии, а в 1711 году он был назначен одним из комиссаров камергерского двора.
В 1710 и 1713 годах он был избран одним из представителей шотландских пэров. Джордж Локхарт, который был его зятем, заявил, что, когда он сам предложил внести законопроект о возобновлении доходов епископов в Шотландии и применении их к тамошнему епископальному духовенству, граф Эглинтон поддержал эту меру, и заверил королеву Анну, что пресвитериане не будут активно выступать против этого.
Это подтверждается шотландский историк Роберт Водроу, который утверждает, что Локхарт либо в Палате пэров, либо в тайном совете предлагал, «что, поскольку мы едины в гражданских вопросах, мы должны быть едины и в церковных вопросах». Водроу также заявляет, что его речь о покровительстве и терпимости была «настолько хороша», что предполагалось, что «это кто-то сделал для него». В июне 1712 года он также предложил законопроект о продлении срока принесения присяги отречения до 1 ноября.
Локкарт утверждает, что Эглинтон наконец объявил себя якобитом и пообещал ему три тысячи гиней, «чтобы помочь Самозванцу в его восстановлении». Водроу также сообщает, что незадолго до восстания 1715 года Эглинтон был на собрании якобитов, где было согласовано восстание, что касается способа его проведения, и выслушал все их предложения". Тем не менее, во время кризиса он поднял и дисциплинировал эрширских фехтовальщиков, с которыми 22 августа он присоединился к графам Килмарноку и Глазго и лорду Семпилу в Ирвине в поддержку правительства.
Он внезапно скончался в Эглинтоне 18 февраля 1729 года. Утверждается, что на его похоронах присутствовало от девятисот до тысячи нищих, между которыми было разделено 50 фунтов стерлингов . Ему наследовал его старший сын от третьего брака, Александр Монтгомери, 10-й граф Эглинтон.

## Жены и дети

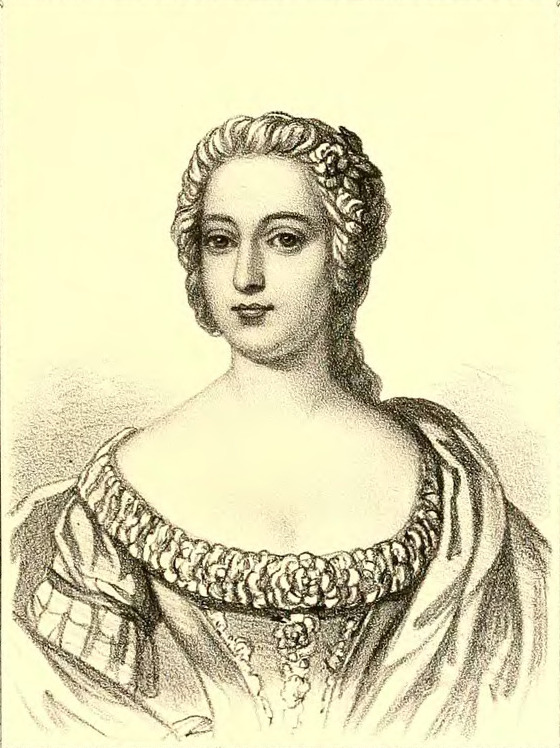
Леди Маргарет Кокрейн, первая жена 9-го графа Эглинтона.

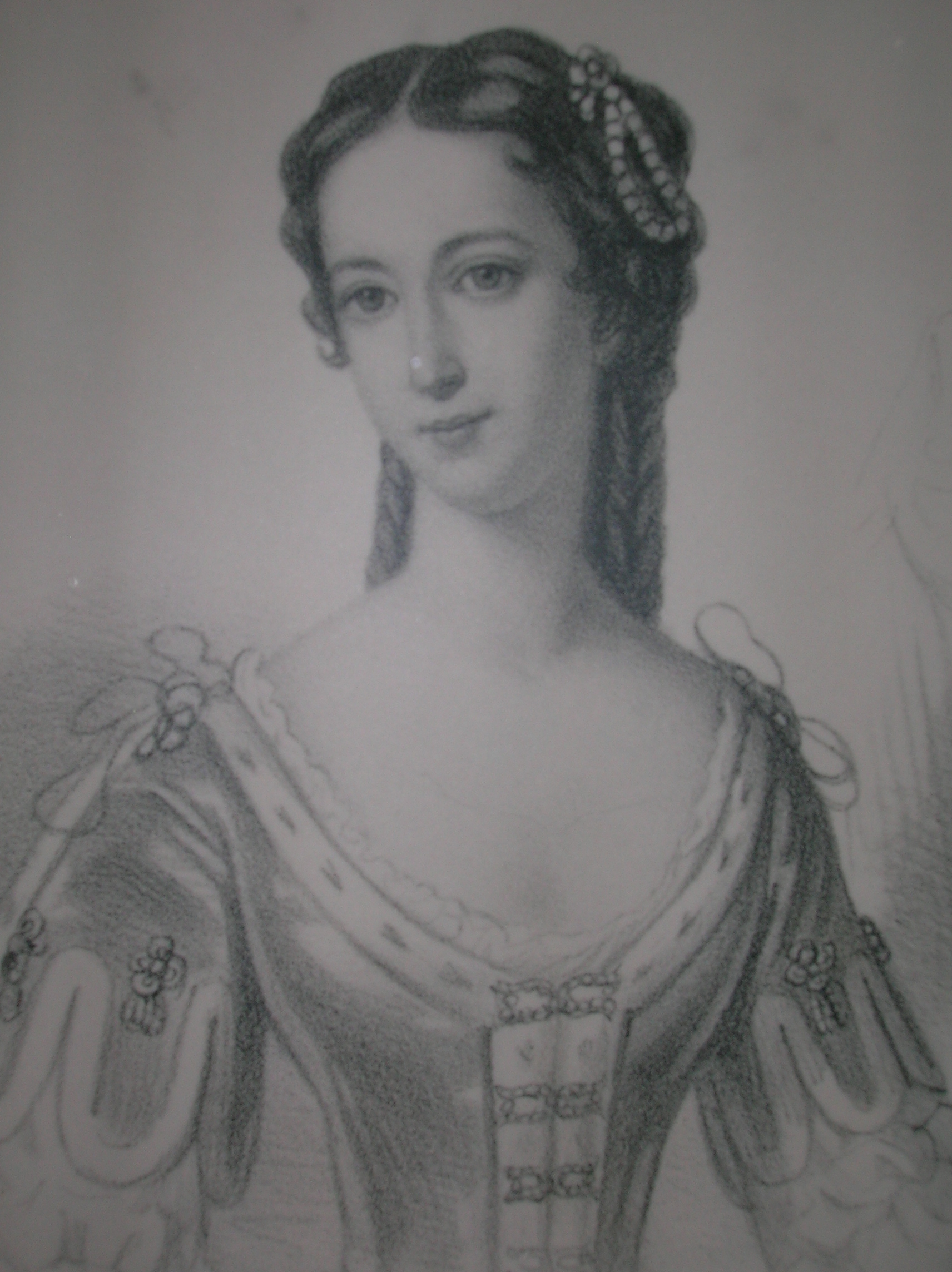
Сюзанна Монтгомери, третья жена 9-го графа Эглинтона.

Граф Эглинтон был женат трижды. Около декабря 1676 года он женился первым браком на Маргарет Кокрейн, дочери Уильяма Кокрейна, лорда Кокрейна (? — 1679), и леди Кэтрин Кеннеди. От первого брака у Александра Монтгомери было три сына и шесть дочерей:
- Хью Монтгомери, мастер Монтгомери (29 декабря 1680—1696)
- Александр Монтгомери (род. 25 октября 1678), умер в молодости
- Джон Монтгомери (род. 6 марта 1688), умер молодым
- Кэтрин Монтгомери (23 октября 1677 — декабрь 1757), замужем за Джеймсом, пятым графом Галлоуэем;
- Элизабет Монтгомери (21 января 1684 — до 1710), умерла молодой
- Юфимия Монтгомери (ок. 168 — 1 декабря 1738), муж — Джордж Локхарт из Карнвата (1673—1731)
- Грейс Монтгомери (ок. 1689 — январь 1713), муж с 1710 года Роберт Далзелл, 5-й граф Карнват (1687—1737)
- Джин Монтгомери (1 декабря 1689 — 20 февраля 1745), муж — сэр Александр Максвелл (? — 1730) из Монрейта[2].

Второй его женой стала леди Энн Гордон (18 июля 1675 — декабрь 1708), дочь Джорджа Гордона, 1-го графа Абердина (1637—1720), и Энн Локхарт. У графа Эглинтона от второй жены родилась одна дочь:
- Мэри Монтгомери (29 ноября 1704 — июнь 1777), замужем за генерал-лейтенантом, сэром Дэвидом Канингемом (1700—1767). Известная красавица, воспетая Гамильтоном Бангурским.

В июне 1709 года его третьей женой стала Сюзанна Кеннеди из Калзина (1690 — 18 марта 1780), дочь сэра Арчибальда Кеннеди, 1-го баронета из Калзина (? — 1710). У супругов было три сына и восемь дочерей :
- Джеймс Монтгомери, лорд Монтгомери (ок. 1718 — 1 сентября 1724)
- Александр Монтгомери, 10-й граф Эглинтон (10 февраля 1723 — 25 октября 1769)
- Арчибальд Монтгомери, 11-й граф Эглинтон (18 мая 1726 — 30 октября 1796)
- Элизабет Монтгомери (4 июля 1710 — 19 февраля 1800), замужем за Джоном Каннингемом из Кэпрингема
- Хелен Монтгомери (16 января 1712 — 14 января 1747), замужем за достопочтенным Фрэнсисом Стюартом, третьим сыном Джеймса Стюарта, 8-м графом Морей
- Сюзанна Монтгомери (? — 27 июля 1754), замужем за Джоном Рентоном из Ламбертона
- Маргарет Монтгомери (? — 30 марта 1799), замужем за сэром Александром Макдональдом из Слита, 7-м баронетом (1711—1746)
- Фрэнсис Монтгомери (? — ок. январь 1755), незамужняя
- Кристиан Монтгомери (? — 19 июня 1748), замужем за Джеймсом Мореем из Аберкэрни
- Грейс Монтгомери (? — 15 июня 1751), замужем за корнета Чарльзом Бирном
- Шарлотта Монтгомери (? — 7 октября 1732), умерла молодой[2].